# تایربک ژوماشبک اولو
تایربک ژوماشبک اولو (به قرقیزی: Тайырбек Жумашбек) یک کشتی‌گیر آزادکار اهل کشور قرقیزستان است.
از افتخارات وی می‌توان به کسب مدال برنز مسابقات قهرمانی کشتی جهان ۲۰۲۳ اشاره کرد.

## فعالیت حرفه‌ای

### قهرمانی کشتی جهان ۲۰۲۳
ژوماشبک در وزن ۶۱ کیلوگرم کشتی آزاد قهرمانی کشتی جهان ۲۰۲۲ بلگراد شرکت کرد، او در مسابقه های اول و دوم اینتیگام ولیزاده از آذربایجان و امراه اورمانوغلو از ترکیه را شکست داد اما در نیمه نهایی به ویتو آراجائو از آمریکا باخت و به دیدار رده‌بندی رفت. وی در دیدار رده‌بندی کودای اوگاوا از ژاپن را شکست داد و مدال برنز را بدست آورد.